# Chủ nghĩa erotic

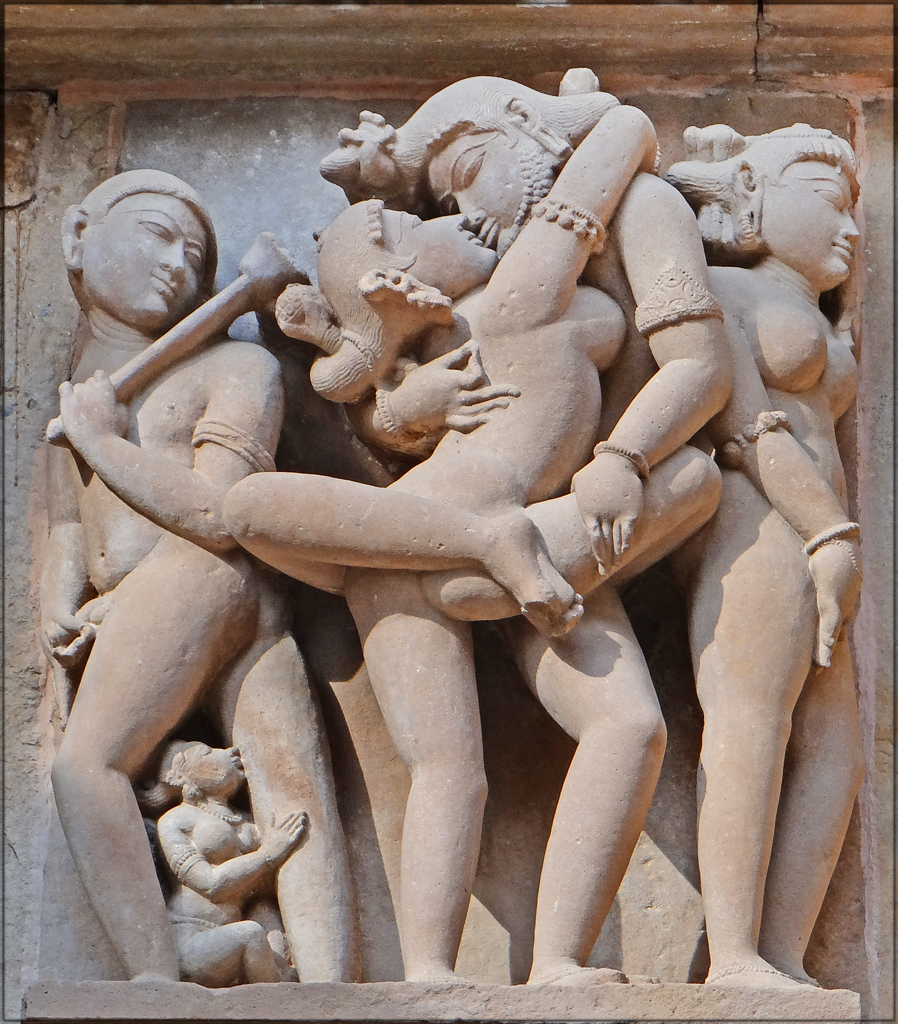
Những bức tượng Kama khiêu dâm của Đền Hindu Khajuraho

Chủ nghĩa erotic/ khiêu dâm (từ tiếng Hy Lạp ἔρως, eros - "ham muốn") là một phẩm chất gây ra cảm xúc tình dục cũng như một sự chiêm nghiệm triết học liên quan đến tính thẩm mỹ của ham muốn tình dục, nhục dục và tình yêu lãng mạn. Chất lượng đó có thể được tìm thấy trong bất kỳ hình thức tác phẩm nghệ thuật nào, bao gồm hội họa, điêu khắc, nhiếp ảnh, kịch, phim, âm nhạc hoặc văn học. Nó cũng có thể được tìm thấy trong quảng cáo. Thuật ngữ này cũng có thể đề cập đến trạng thái hưng phấn tình dục hoặc dự đoán về điều đó - một sự hứng thú, ham muốn hoặc kiểu suy nghĩ tình dục nhất định.
Như tiểu thuyết gia người Pháp Honoré de Balzac đã tuyên bố, sự khêu gợi không chỉ phụ thuộc vào đạo đức tình dục của một cá nhân mà còn phụ thuộc vào văn hóa và thời gian mà một cá nhân cư trú.

## Định nghĩa
Bởi vì bản chất của những gì là erotic là linh hoạt, định nghĩa ban đầu của thuật ngữ này đã cố gắng coi khiêu dâm là một số dạng tình yêu gợi cảm hoặc lãng mạn hoặc như là ham muốn tình dục (libido) của con người; chẳng hạn, Encyclopédie năm 1755 nói rằng khiêu dâm "là một hình ảnh thu nhỏ được áp dụng cho mọi thứ có mối liên hệ với tình yêu của hai giới; người ta sử dụng nó đặc biệt để mô tả một sự phóng túng, một sự thái quá".
Bởi vì chủ nghĩa erotic hoàn toàn phụ thuộc vào văn hóa của người xem và thị hiếu cá nhân liên quan đến những gì, chính xác, xác định sự khiêu dâm, các nhà phê bình thường nhầm lẫn giữa erotica và khiêu dâm, với nhà hoạt động chống khiêu dâm Andrea Dworkin nói, "Erotica chỉ đơn giản là khiêu dâm cao cấp; được sản xuất tốt hơn, hình thành tốt hơn, thực hiện tốt hơn, đóng gói tốt hơn, được thiết kế cho tầng lớp người tiêu dùng tốt hơn." Sự nhầm lẫn này, như Lynn Hunt viết, "chứng tỏ sự khó khăn trong việc vẽ ra... một ranh giới chung rõ ràng giữa erotica và khiêu dâm": thực sự được cho là "lịch sử của sự tách biệt giữa khiêu dâm và erotica...vẫn còn được viết".

## Tiến hóa sinh học
Trong khi chủ nghĩa erotic theo truyền thống được xử lý liên quan đến văn hóa và các kết quả khiêu dâm của nó, thì tâm lý học tiến hóa hiện nay cho thấy chủ nghĩa erotic đã định hình sự tiến hóa của bản chất con người như thế nào.

## Cách tiếp cận phân tâm học

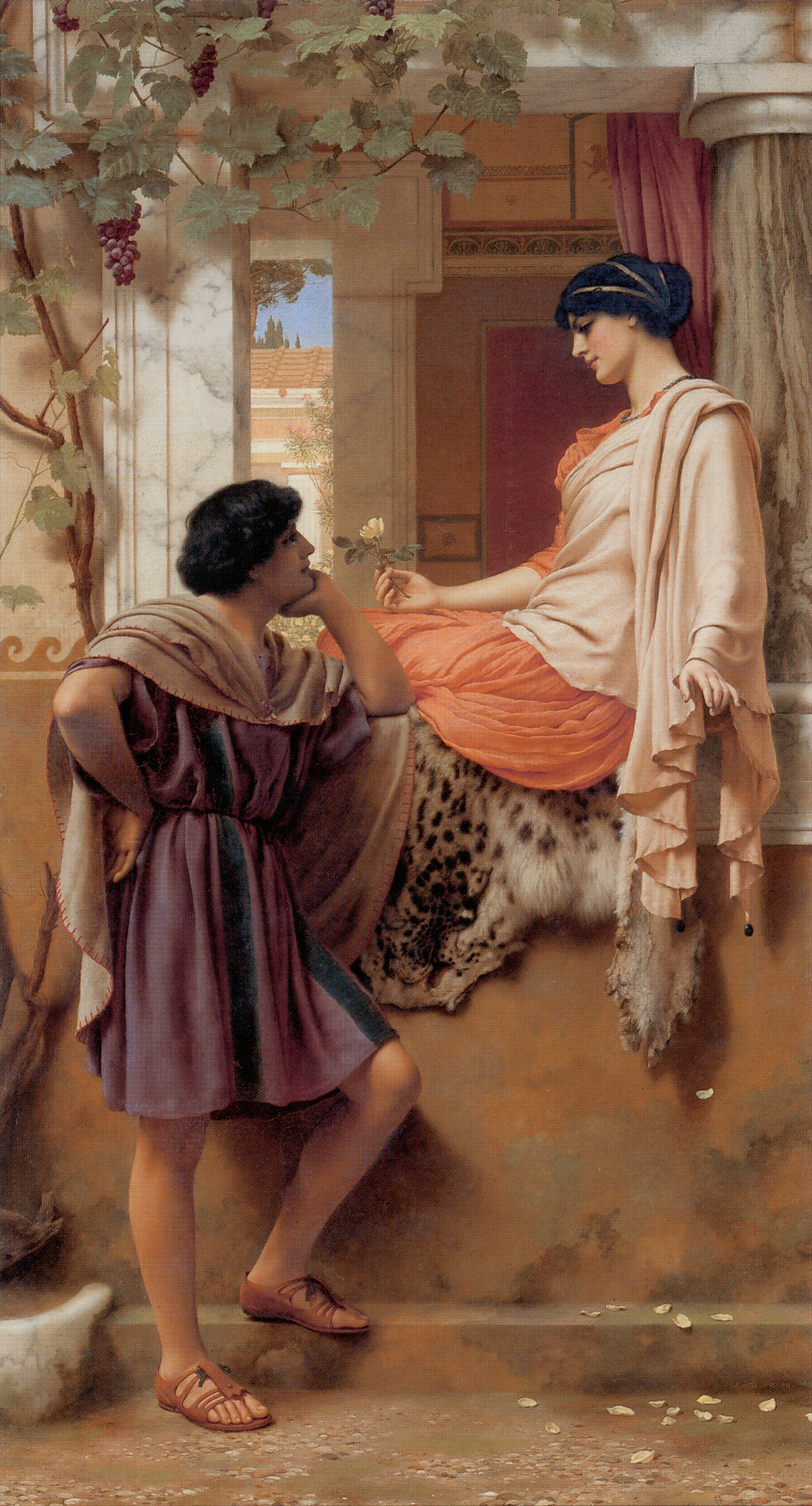
Chủ nghĩa erotic trong văn học. The Old, Old Story, John William Godward, 1903

Bị ảnh hưởng bởi Sigmund Freud, nhà trị liệu tâm lý đã chuyển sang triết học Hy Lạp để hiểu về thẩm mỹ cao cấp của eros. Đối với Platon, Eros có một biểu hiện gần như thần học siêu việt khi chủ thể tìm cách vượt ra ngoài chính nó và hình thành một sự giao cảm với đối tượng khác: "trật tự thực sự của việc đi đến những điều của tình yêu, là sử dụng những vẻ đẹp của trái đất như các bước đến tất cả các hình thức công bằng, và từ các hình thức công bằng đến các hành động công bằng, và từ các hành động công bằng đến các quan niệm công bằng, cho đến khi từ các quan niệm công bằng anh ta đi đến khái niệm về cái đẹp tuyệt đối".

## Triết học Pháp
Các quan niệm hiện đại của Pháp về chủ nghĩa erotic có thể bắt nguồn từ Thời đại Khai sáng, khi "vào thế kỷ 18, các từ điển đã định nghĩa erotica là thứ liên quan đến tình yêu, là sự xâm nhập vào phạm vi công cộng của một thứ gì đó ở cơ sở riêng tư". Chủ đề về sự xâm nhập hay sự vi phạm này được nhà triết học người Pháp Georges Bataille đưa ra vào thế kỷ 20, người cho rằng chủ nghĩa erotic thực hiện chức năng làm tan biến ranh giới giữa tính chủ quan và tính nhân văn của con người, một sự vi phạm làm tan biến thế giới duy lý nhưng luôn là tạm thời, cũng như vậy, “Ham muốn trong chủ nghĩa erotic là ước muốn chiến thắng điều cấm kỵ. Nó cho rằng con người mâu thuẫn với chính mình". Đối với Bataille, cũng như nhiều nhà lý thuyết người Pháp, "Chủ nghĩa erotic, không giống như hoạt động tình dục đơn giản, là một cuộc tìm kiếm tâm lý, là đồng ý sống ngay cả trong cái chết".

## Không dị tính
Lý thuyết Queer và các nghiên cứu về LGBT xem xét khái niệm này từ góc độ phi dị tính, xem các quan điểm phân tâm học và chủ nghĩa hiện đại về chủ nghĩa erotic là cả người cổ hủ và người dị tính luyến ái, được viết chủ yếu bởi và cho "một số người đàn ông ưu tú, dị tính, tư sản trung lưu (bourgeois)" người đã "lầm tưởng xu hướng tình dục bị kìm nén của chính họ" là tiêu chuẩn.
Các nhà lý thuyết như Eve Kosofsky Sedgwick, Gayle S. Rubin và Marilyn Frye  đều viết nhiều về chủ nghĩa erotic theo quan điểm dị tính, đồng tính nữ và ly khai, xem khiêu dâm vừa là một lực lượng chính trị và phê bình văn hóa đối với các nhóm bị gạt ra ngoài lề xã hội, hay như Mario Vargas Llosa đã tóm tắt: "Chủ nghĩa erotic có sự biện minh về mặt đạo đức của riêng nó bởi vì nó nói rằng đối với tôi khoái cảm là đủ; nó là một tuyên bố về chủ quyền của cá nhân".

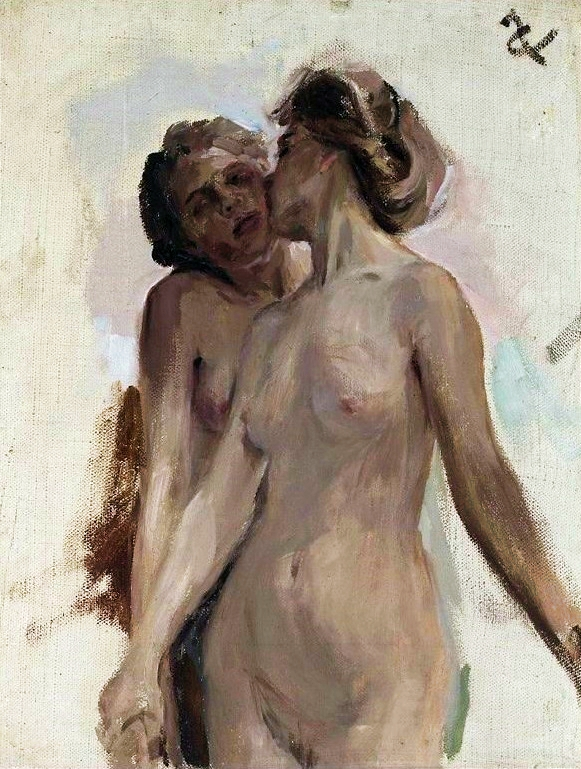
Điệu múa biểu tượng của Jan Ciągliński, người khiêu dâm đồng tính nữ cuối thế kỷ 19 (Bảo tàng Quốc gia ở Warsaw).

Audre Lorde, một nhà văn người Mỹ gốc Caribe và là nhà nữ quyền mạnh mẽ đã gọi chủ nghĩa erotic là một dạng quyền lực dành riêng cho phụ nữ. “Có rất nhiều loại sức mạnh [...] Erotic là một nguồn lực bên trong mỗi chúng ta, nằm trong bình diện phụ nữ và tinh thần sâu sắc, bắt nguồn từ sức mạnh của những cảm xúc không được bộc lộ hoặc không được công nhận của chúng ta". Trong "The Use of the Erotic" in Sister Outsider, cô ấy thảo luận về cách thức erotic đến từ việc chia sẻ, nhưng nếu chúng ta ngăn cản erotic thay vì nhận ra sự hiện diện của nó, nó sẽ có một hình thức khác. Thay vì tận hưởng và chia sẻ với nhau, đó là sự phản đối, mà theo cô ấy, điều này có nghĩa là lạm dụng khi chúng ta cố gắng che giấu và kìm nén trải nghiệm của mình.